# Argyra grata
Argyra grata är en tvåvingeart som beskrevs av Friedrich Hermann Loew 1857. Argyra grata ingår i släktet Argyra och familjen styltflugor. Inga underarter finns listade i Catalogue of Life.